# Kathmandutal
Das Kathmandutal ist eine Landschaft in Nepal, in deren Zentrum die Hauptstadt Kathmandu liegt.

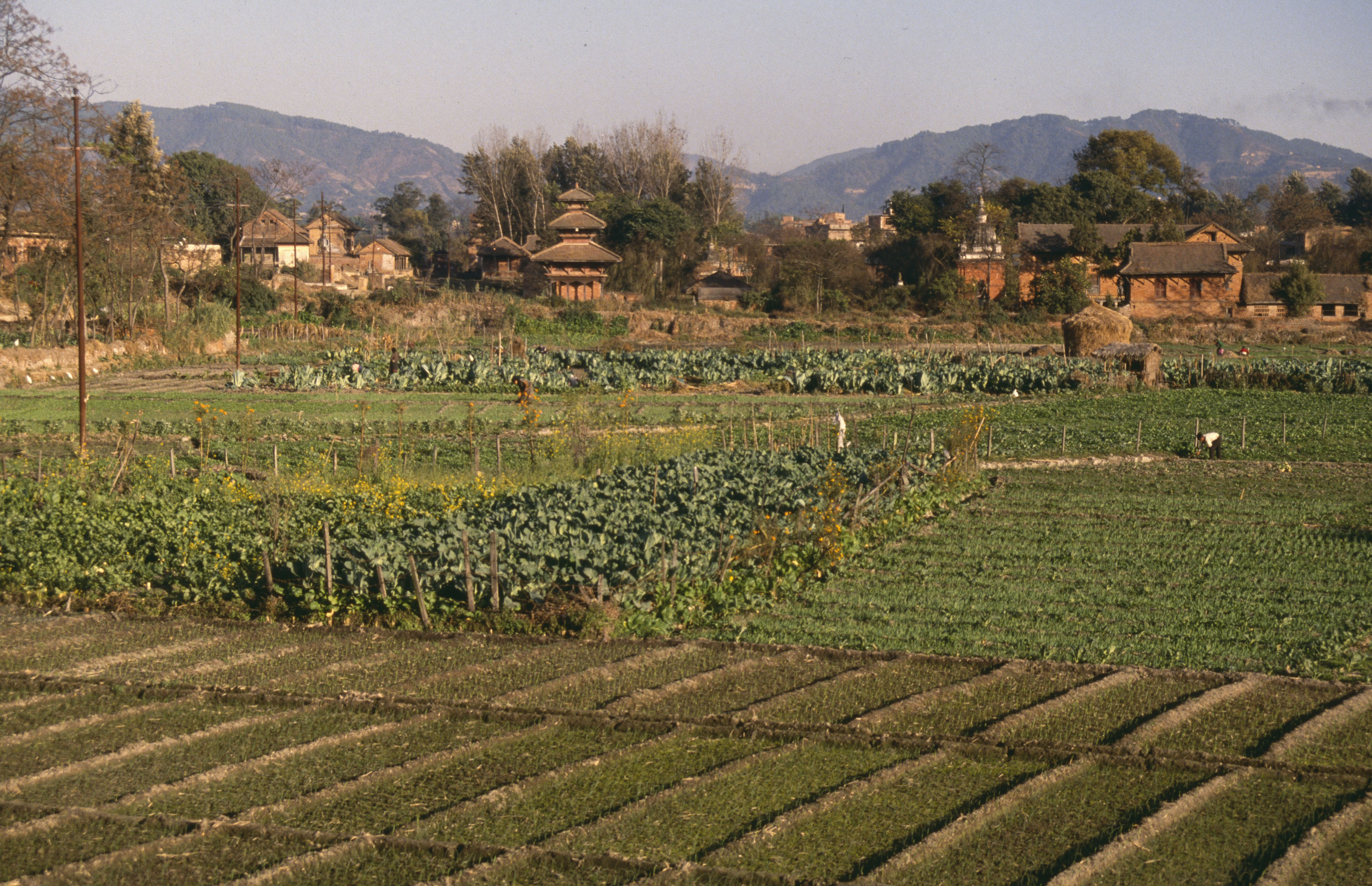
Ein Blick ins ländliche Kathmandutal, 1992

Es hat eine Ausdehnung von ungefähr 35 km in West-Ost-Richtung und 30 km in Nord-Süd-Richtung und umfasst eine Fläche von ca. 950 km². Eingebettet in das Mittelgebirge von Nepal ist es jedoch kein Tal im eigentlichen Sinn, sondern ein (ehemaliges See-) Becken mit einem relativ ausgedehnten und flachen, zwischen 1300 m und 1400 m über dem Meeresspiegel liegenden Boden, das von Bergen umgeben ist, deren Gipfel fast 3000 m erreichen. Kein größeres Gewässer fließt von außen in dieses Becken hinein; der Bagmati sammelt die Vielzahl von Bächen und kleinen Flüssen, die an den Talhängen entspringen, und entwässert das Gebiet nach Süden durch eine enge Schlucht.

## Klima
Klimatisch ist das Kathmandutal ausgesprochen begünstigt. Im Mittel liegen die Tageshöchsttemperaturen in Kathmandu im Juni bei 24 °C, die mittleren Tiefsttemperaturen im Januar liegen bei 7 °C. Die Temperatur fällt fast nie unter den Gefrierpunkt (erster Schnee seit 63 Jahren im Winter 2006), andererseits werden nur selten mehr als 30 °C gemessen. Wegen des herrschenden Sommermonsuns fallen die Niederschläge besonders im Zeitraum von Mitte Juni bis Ende September.

## Bevölkerung / Siedlungen

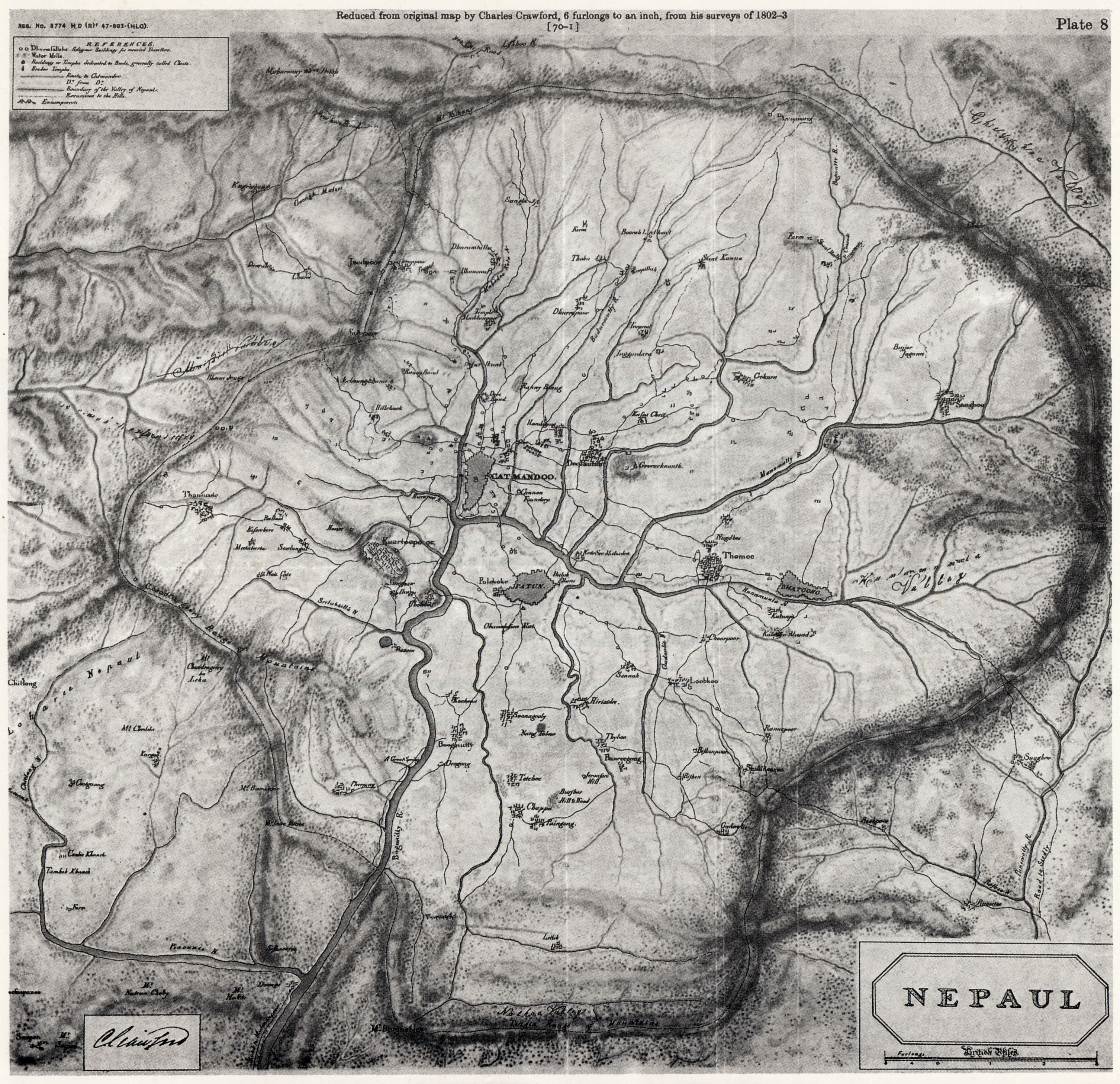
Historische Karte des Kathmandutales aus dem Jahre 1802

Die Oberflächengestalt und das Klima ermöglichen eine intensive landwirtschaftliche Nutzung und auch die Höhenlage nahe der Malaria-Obergrenze begünstigte eine Besiedlung durch den Menschen, die seit mindestens 2000 Jahren nachgewiesen ist (siehe Swayambhunath). Das Kathmandutal ist seit jeher kulturelles und politisches Zentrum Nepals. Zeitweise war das Gebiet in drei Fürstentümer aufgeteilt, die Königspaläste von Kathmandu, Lalitpur und Bhaktapur sind beeindruckende Symbole der Macht und Zeugnisse der Kunstfertigkeit. Auch heute noch sind diese drei Städte die wichtigsten Siedlungen im Tal, wobei Kathmandu mit ca. 700.000 Einwohnern mit Abstand die größte Stadt darstellt. Es folgen, mit Kathmandu verschmolzen und nur durch den Bagmati getrennt, die Stadt Lalitpur (ehemals Patan) mit ca. 200.000 Einwohnern und wenige Kilometer östlich von Kathmandu die Stadt Bhaktapur mit gut 80.000 Einwohnern. Einige kleinere Orte, wie Kirtipur oder Madhyapur Thimi haben sich zwischenzeitlich zu Städten mit jeweils über 60.000 bis 80.000 Einwohnern entwickelt. Die Wachstumsraten der Städte im Kathmandutal sind exorbitant und liegen teilweise über 7 % pro Jahr. Der Großraum Kathmandu verzeichnet mittlerweile ca. 1,5 Millionen Einwohner. Es gibt Ansätze, die unplanmäßige Entwicklung durch geplante Stadterweiterungen in den Griff zu bekommen. Dennoch ist das Wachstum ungebremst. Kathmandu und Lalitpur nehmen bereits einen größeren Teil der Talfläche ein; die Siedlungsfläche ist mittlerweile deutlich größer als die verbleibende landwirtschaftliche Fläche und die völlige Besiedlung des Kathmandutales in wenigen Jahren ist abzusehen. Ländliche Siedlungen, bäuerliche Einzelgehöfte, Streusiedlungen oder Dörfer sind nur noch am äußeren Rand des Tales vorzufinden.

## Ethnien, Religion
Das Kathmandutal ist ein ethnischer und kultureller Schmelztiegel; Menschen unterschiedlichster Herkunft sind hier vertreten; die vorwiegend städtisch lebenden Newar stellen jedoch die Mehrheit. Weiterhin wohnen viele Angehörige der Tamang im Gebiet des Tales, vor allem an dessen Rand. Die meisten Menschen sind Hindus, aber auch der Buddhismus hat viele Anhänger. Beide Religionen sind mit den frühesten archäologischen Funden im Tal nachweisbar.

## Bevölkerungsentwicklung
Die folgende Tabelle zeigt die Entwicklung der Einwohnerzahlen des Kathmandutals.
| Jahr      | 1971    | 1981    | 1991    | 2001      | 2011      |
| --------- | ------- | ------- | ------- | --------- | --------- |
| Einwohner | 249.563 | 363.507 | 661.836 | 1.046.185 | 1.442.762 |

## Architektur, Baudenkmäler
Die Allgegenwart der Religion in Staat und Gesellschaft und die lange Zeit des kulturellen Wettbewerbs zwischen den Herrschern der drei Königsstädte führten zu einer beeindruckenden Fülle sakraler und profaner Bauten im Kathmandutal, von nur quadratmetergroßen Tempelchen an Hausecken oder in Wandnischen über stattliche Pagoden und Stupas bis hin zu ausgedehnten Palast- und Klosteranlagen.
Nur selten sind die Baudenkmäler älter als ein paar hundert Jahre. Die Gründe dafür liegen in der traditionellen Bauweise, die sich der lokal verfügbaren Baustoffe Lehmziegel und Holz bedient und nie darauf abzielte, Bauwerke für die Ewigkeit zu schaffen. Auch gab es im Laufe der Geschichte verheerende Erdbeben und Brände, und schließlich wurden Bauten, die nicht mehr genutzt wurden (beispielsweise aufgrund von Verschiebungen der religiösen Bedeutung), auch nicht als erhaltenswert erachtet. Erst seit Einsetzen des Tourismus werden nach und nach westlich geprägte Vorstellungen von Denkmalschutz übernommen, und es gab und gibt eine Vielzahl von Projekten, die, vom Ausland finanziert, sich mit der Sanierung und Restaurierung von historisch wichtigen Einzelgebäuden und Gebäudeensembles befassen. Seit 1979 sind einzelne Denkmäler des Tals von der UNESCO als Weltkulturerbe eingestuft. Dieser Schutzstatus war jedoch akut gefährdet, da die damit verbundenen Auflagen wegen des starken Bevölkerungsdruckes, der enormen Umweltprobleme und des Geldmangels des Staates kaum noch eingehalten werden konnten. Zwischen 2003 und 2007 war das Kathmandutal daher auf der Roten Liste des gefährdeten Welterbes eingetragen.

### Sakralbauten

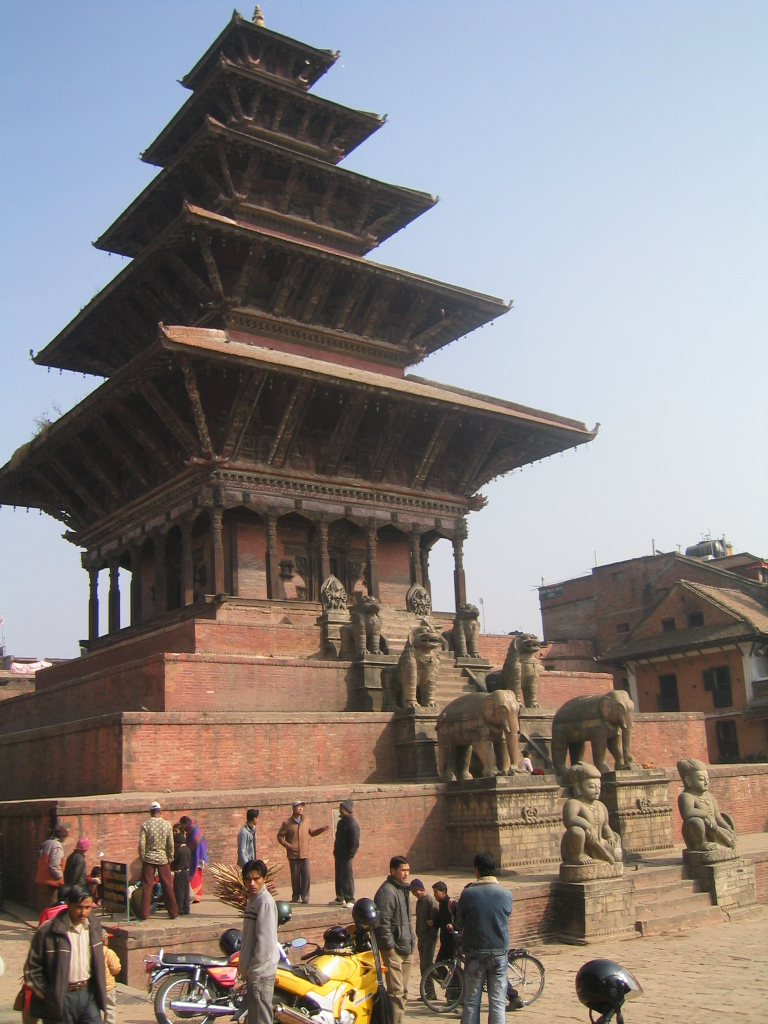
Die Nyatapola-Pagode in Bhaktapur

Seit Jahrhunderten leben im Kathmandutal Hindus und Buddhisten auf relativ eng begrenztem Raum zusammen. Ihre religiösen Bauwerke sind denn auch im ganzen Tal zu finden, und es hat sich jeweils ein typisch nepalischer Baustil herausgebildet. Von außen lässt sich nicht immer erkennen, ob ein Tempel buddhistisch oder hinduistisch ist, in Einzelfällen gibt es sogar eine Mischnutzung.
Zu den ältesten Kultbauten gehört der ursprünglich aus Indien stammende (buddhistische) Stupa. Die bekanntesten und größten Stupas des Kathmandutals stehen in Bodnath (nördlich des Flughafens) und Swayambhunath (westlich der Altstadt Kathmandus). In der Nachbarschaft wurden oft weitere Bauten, wie Klöster und Pilgerunterkünfte, errichtet. Oft kann man auch Gruppen kleinerer Stupas mit 2–3 m Höhe sehen.
Ebenfalls aus Indien stammt die Bauform des Shikhara-Tempelturms, die man heute noch in den Palastbezirken (Durbar Squares) der drei Königsstädte sehen kann.
Typisch für das Kathmandutal ist die nepalische Pagode, die es in allen Größen und Ausführungen gibt. Sie besteht aus einem aus Ziegelsteinen errichteten Turm mit meistens quadratischem Grundriss, in dem sich zu ebener Erde das Kultbild befindet. Die bis zu fünf Etagen der Pagode sind aus Holz gefertigt und haben Dächer, die nach oben jeweils kleiner werden und mit Tonziegeln oder vergoldetem Kupferblech gedeckt sind. Alle Holzteile sind reich mit Schnitzereien verziert und häufig auch farbig bemalt. Ältestes Beispiel für eine solche Pagode ist der Hindutempel von Changu Narayan, auf einem Höhenzug nördlich von Bhaktapur gelegen. Von Touristen gerne fotografiert wird die höchste Pagode des Kathmandutals, der fünfstöckige Nyatapola-Tempel in Bhaktapur, wenn sie auch heute kaum noch religiöse Bedeutung hat.
Darüber hinaus gibt es eine Vielzahl weiterer Gebäude, die religiös genutzt werden und in der hierarchisch geordneten Kastengesellschaft der Newar einen festen Platz haben, beispielsweise Wohnhäuser für Priester (Math), Häuser, die für religiöse Feste genutzt werden oder zur Aufbewahrung von nur an bestimmten Tagen im Jahr verwendeten Kultbildern.

### Profanbauten

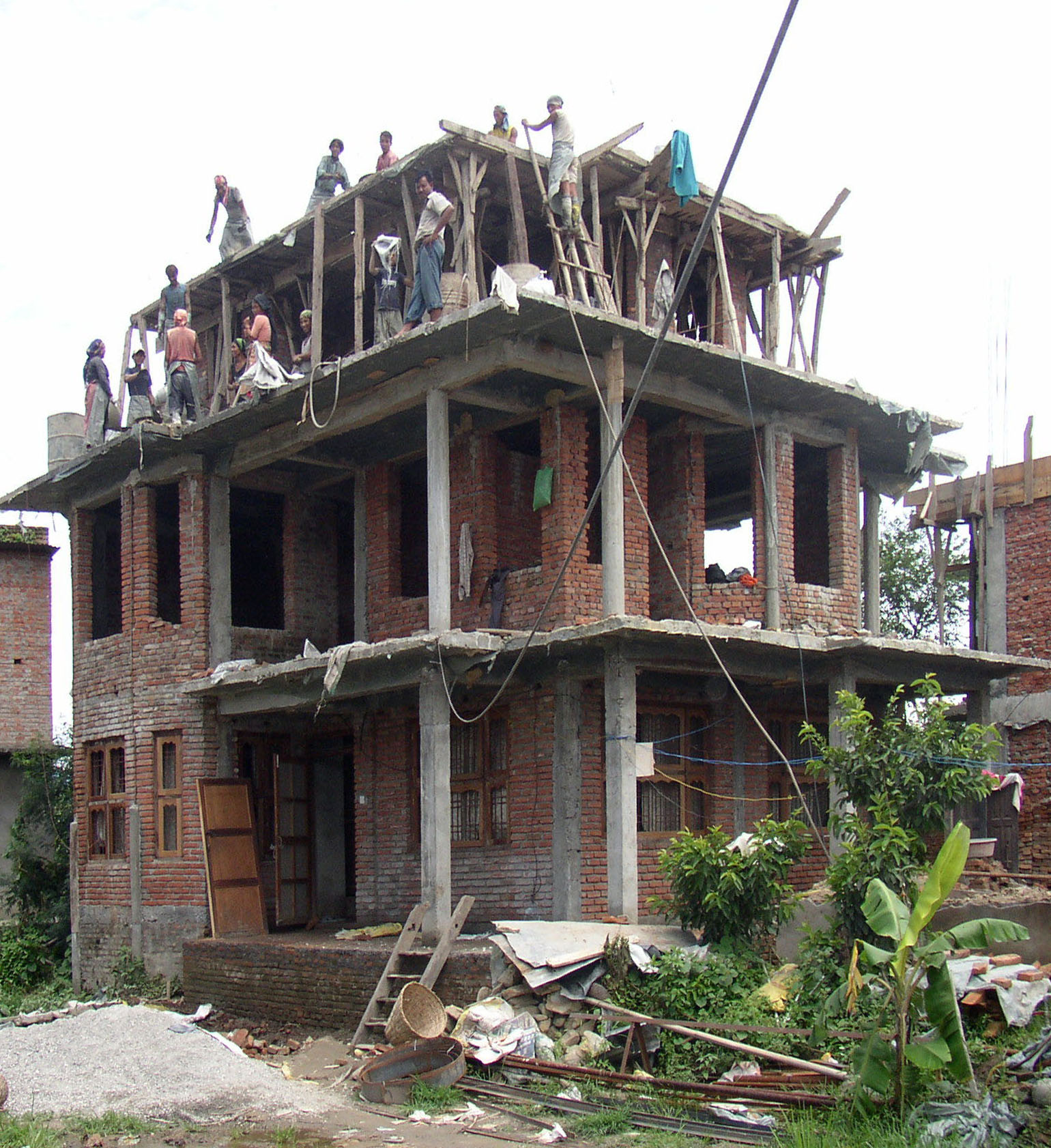
Moderner Hausbau

Beim traditionellen Wohnhaus der Newar wird, wie bei den Tempeln, im Außenbereich ein Fachwerk aus gebrannten Ziegeln und Holz verwendet; im Innenbereich sind Wände aus luftgetrockneten Lehmziegeln zu finden. In der Regel ist es dreistöckig: im Erdgeschoss befindet sich ein Ladengeschäft, eine Werkstatt oder ein Lagerraum, das erste und zweite Obergeschoss enthalten Wohnräume mit erkerartig vorgebauten, großen geschnitzten Fenstern. Die Küche und der Speiseraum sind im Dachgeschoss zu finden.
In den letzten Jahrzehnten ist dieses traditionelle Wohnhaus immer mehr aus den Städten des Kathmandutals verschwunden, um durch gesichtslose, moderne Bauten aus Beton oder Hohlziegeln ersetzt zu werden, was aus bauhistorisch-kultureller Sicht außerordentlich bedauerlich ist. Für die Menschen jedoch, die diese Häuser bewohnen, sind die Vorteile offensichtlich: Die modernen Baustoffe sind preisgünstiger als die inzwischen zur Mangelware gewordenen Ziegel und das noch wertvollere Holz, und die Gebäude sind dauerhafter als die Backsteinbauten, die oft schon nach wenigen Jahren erste Verfallserscheinungen zeigten, bedingt durch das Klima und die schwankende Qualität der in Handarbeit hergestellten Ziegel.
Zur Zeit der Rana-Herrschaft, Ende des 19. Jahrhunderts, wurden von den Wohlhabenden Residenzen in Gestalt französischer Paläste errichtet, die von weitläufigen Gartenanlagen umgeben waren. Viele dieser sog. Ranapaläste verfielen dann im Laufe des 20. Jahrhunderts, einige jedoch sind noch erhalten und werden heute von Regierungsstellen oder Banken genutzt.

## Verkehr
Die Lage des Kathmandutales im Bergland sorgte dafür, dass es bis in die 1950er Jahre nur zu Fuß erreichbar und auf diese Weise lange Zeit dem Einfluss der bereits motorisierten Moderne entzogen war. Die im Tal lebenden Menschen waren allerdings nie isoliert; die sich im Talbecken kreuzenden überregionalen Handelswege, beispielsweise von Indien nach Tibet, waren, ebenso wie die Pilgerwege, ein wichtiger Grund für den relativen Wohlstand der Bevölkerung.
Eine erste schwierige und windungsreiche Straße durch den Mahabharat nach Kathmandu, die über mehrere Pässe führte, wurde erst in den 1950er Jahren gebaut. Bis in die 1970er Jahre war dies die einzige Straßenverbindung mit dem übrigen Land und Indien. Der Hauptverkehr läuft nun über die gut ausgebaute Straße, die ab Naubise dem Trisulital bis Bharatpur folgt. Trotz des Umweges ist diese Strecke deutlich schneller als die kürzere, windungsreiche alte Gebirgsstrecke. Ein einziger Erdrutsch zwischen Naubise und Kathmandu konnte aber bis vor kurzem die Stadt von der Außenwelt abschneiden. Da es sich bei diesem Straßenabschnitt um den schwierigen Aufstieg zum Kathmandutal handelt, kam das in fast jeder Monsunsaison vor. Seit 1996 ist mit japanischer Entwicklungshilfe eine neue Straße östlich von Kathmandu von Dhulikhel nach Kamalamai (Sindhulimadi) in Bau und weitgehend, aber noch nicht durchgehend, fertiggestellt. Dadurch wird das Kathmandutal eine zweite Anbindung an das Terai und nach Indien erhalten. Die auch in den 1960er Jahren mit chinesischer Hilfe gebaute Straße von Kathmandu nach Tibet ist dagegen von vergleichsweise geringer Bedeutung, zumal sie im Grenzbereich sehr häufig durch Erdrutsche unterbrochen wird.
Ebenfalls in den 1970er Jahren wurde um Kathmandu und Lalitpur herum eine breite Ringstraße gebaut, die eine wichtige Entlastung für den Innenstadtverkehr der beiden Städte darstellt. Ihre Funktion ist heute allerdings beeinträchtigt, da sich die Städte mittlerweile weit über die Ringstraße hinaus entwickelt haben und die Straße somit immer mehr Erschließungsfunktionen übernimmt.
Dem Luftverkehr bietet der Flughafen in Kathmandu die einzigen internationalen Flugverbindungen des Landes. Der nahe Kranz von hohen Bergen macht das Anfliegen des Flughafens relativ schwierig. Die Landung ist nur direkt aus Richtung Süden entlang des Bagmatitales möglich. Beim Abflug müssen Flugzeuge zuerst eine enge Schleife im Talkessel fliegen, ehe sie diesen verlassen können.
Eine Eisenbahnstrecke gibt es im Kathmandutal nicht.

## Umweltprobleme

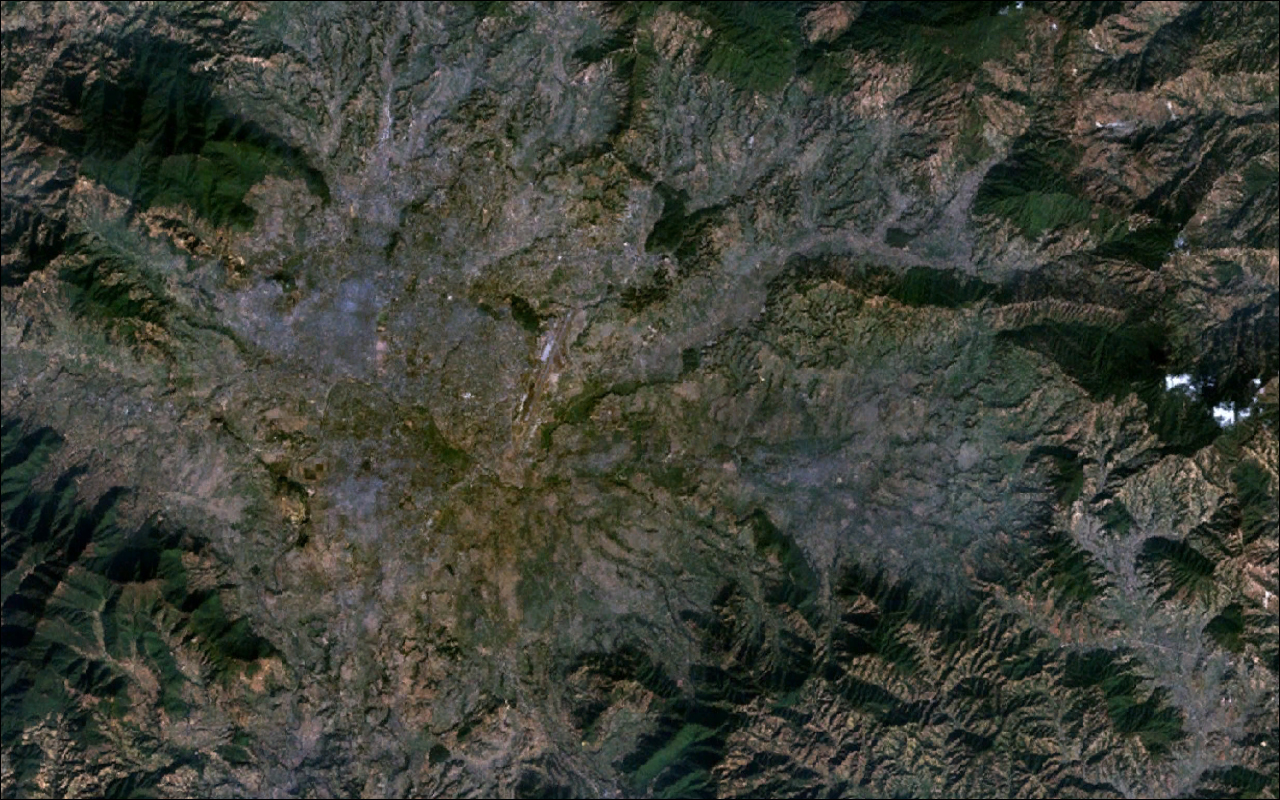
Satellitenbild des Kathmandutals

Das Kathmandutal ist heute ein Gebiet mit enormen Umweltproblemen. Wie alle Metropolen in Entwicklungsländern übt auch die Agglomeration Kathmandu/Patan/Bhaktapur eine starke Anziehungskraft auf die Bevölkerung des ganzen Landes aus. Der resultierende Zuzug führt zu einem Ausufern und Zusammenwachsen der Städte, landwirtschaftliche Nutzfläche geht verloren, und die starke Zunahme des motorisierten Verkehrs bei gleichzeitiger Abwesenheit von modernen Technologien wie schadstoffarmen Kraftstoffen, Partikelfiltern oder Katalysatoren hat eine hohe Belastung der Luft zur Folge. Die Beckenlage des Kathmandutals erschwert einen Luftaustausch, weswegen Kathmandu als eine der am stärksten smogbelasteten Städte der Welt gilt.
Auch die Wasserversorgung kann mit der Bevölkerungsentwicklung kaum Schritt halten, vor allem die Abwasserentsorgung ist problematisch, da es an Kläranlagen fehlt und der Fluss Bagmati der einzige Vorfluter für die ganze Region ist.
Die starke Zuwanderung von Menschen in das Kathmandutal hinein hat auch außerhalb des Tales negative Auswirkungen auf die Umwelt: Der hohe Bedarf an Brennstoffen (zum Heizen und Kochen) führt zu weiterer Abholzung im Umland und im Gefolge zu erhöhter Erosion, dem größten Umweltproblem Nepals. Wo Menschen aus den ländlichen Gebieten Nepals fortziehen, verwahrlosen die Felder, was bei dem vorherrschenden Terrassenfeldbau innerhalb weniger Jahre den unwiederbringlichen Verlust der landwirtschaftlichen Nutzfläche durch Erosion zur Folge hat.